# HD 106022
HD 106022，又名BD+29 2265，SAO 82181、HR 4642，是一颗恒星，视星等为6.49，位于銀經201.47，銀緯81.17，其B1900.0坐标为赤經12h 6m 56.1s，赤緯+29° 81.17′ 40″。